# Kefenrod
Kefenrod là một đô thị ở huyện Wetterau, bang Hessen, Đức. Đô thị Kefenrod có diện tích 30,66 km², dân số thời điểm ngày 31 tháng 12 năm 2006 là 2985 người. Đô thị này có cự ly khoảng 46 km về phía đông bắc Frankfurt am Main.